# 索科塔
索科塔是哥倫比亞的城鎮，位於該國東北部，由博亞卡省負責管轄，距離首府通哈134公里，始建於1602年1月9日，面積600平方公里，海拔高度2,495米，2005年人口9,812。
6°03′N 72°38′W / 6.050°N 72.633°W